# San Pablo Huitzo (kommun)
San Pablo Huitzo är en kommun i Mexiko.   Den ligger i delstaten Oaxaca, i den sydöstra delen av landet, 300 km sydost om huvudstaden Mexico City.
Följande samhällen finns i San Pablo Huitzo:
- San Pablo Huitzo
- Agua Blanca
- Cañada del Chisme